# Caryanda glauca
Caryanda glauca är en insektsart som beskrevs av Li, T., H. Ji och R. Lin 1985. Caryanda glauca ingår i släktet Caryanda och familjen gräshoppor. Inga underarter finns listade i Catalogue of Life.